# Anthony Payne
Anthony Edward Payne (født 2. august 1936 i London, England - død 30. april 2021) var en engelsk komponist, kritiker og musikolog.
Payne studerede musik og komposition på Durham Universitet. Han har skrevet en symfoni, orkesterværker, kammermusik, korværker, sange, instrumentalstykker for mange instrumenter, og så er han tillige blevet kendt for at fuldende andre komponisters værker som f.eks. Edward Elgar´s 3 symfoni og Frederick Delius orkester og sangværk "Hidden Love". Payne var lærer i komposition på Det Kongelige Musikkonservatorium i London, og på Musikkonservatoriet i Sydney. Han var også musikkritiker på avisen The Daily Telegraph og The Independent.

## Udvalgte værker
- "Symfoni af vind og regn" (1991) - for orkester
- Koncert (1974) - for orkester
- "Åndens Høst" (1985) - for orkester
- "Sange og Havlandskaber" (1984) - for strygeorkester